# Житейские мелочи (спектакль)
«Жите́йские ме́лочи» — спектакль в жанре драмы, поставленный в 1979 году Геннадием Егоровым на сцене Челябинского государственного театра юных зрителей по рассказам, письмам и драматическим произведениям русского писателя Антона Павловича Чехова.

## История создания
«Житейские мелочи» стали третьим по счёту спектаклем Геннадия Егорова в Челябинском ТЮЗе, после открытия малой сцены в 1977 году спектаклем «Допрос», а затем постановки на большой сцене спектакля «Добрый человек из Сезуана» (диплом Министерства культуры РСФСР).
Из многочисленных рассказов Антона Чехова о детях Геннадий Егоров выбрал семь, наиболее остро поднимающих нравственные и педагогические проблемы детей и родителей. Ссылаясь на название одного из рассказов Чехова «Житейская мелочь», режиссёр иронично назвал весь спектакль «Житейские мелочи». Детство, отрочество, юность – так можно определить основные части спектакля, символизирующие процесс взросления ребёнка. Режиссёр показал зрителям первые столкновения детей с окружающим миром, часто болезненные, оставляющие душевные травмы. Ребёнок впервые узнаёт, что такое ложь и предательство.
Чтобы помочь зрителю понять детские переживания, Геннадий Егоров ввел в спектакль дополнительное действующее лицо куклу Соню. Она присутствует во всех рассказах, как немой свидетель происходящего, порой становясь единственным утешителем обиженного и униженного ребёнка. На протяжении всего спектакля кукла Соня является верным союзником детей. Она олицетворяет душу юного человека, помогает понять поступки ребёнка и одновременно объединяет все семь рассказов А. Чехова в единый спектакль.
Премьера спектакля «Житейские мелочи» по рассказам А. П. Чехова состоялась на сцене Челябинского государственного театра юных зрителей 01 марта 1979 года.
Нужно отметить, что основа спектакля - композиция, сделанная режиссёром Г. Егоровым, - редкая удача. Каждая из её частей несёт единицу темы, по-новому её раскрывая. Спектакль идёт по нарастающей, приобретая всё более глубокий психологический и социальный смысл.М. Литаврина

## Создатели спектакля
- Инсценировка[9] и постановка — Геннадия Егорова[12][13][14]
- Художник — Марина Перчихина
- Режиссёр по пластике — Виктор Панферов
- Музыкальное оформление — Анна Клочева
- Ассистент режиссёра — Татьяна Каратаева
- Помощники режиссёра — Наталья Мишукова

## Действующие лица и исполнители
- Соня - Наталья Антонова[11]

ДЕТВОРА
- Варя - Татьяна Скворцова
- Алёша - Нина Катрасова
- Серёжа - Анна Попова,  Галина Белова
- Федя - Людмила Глебова
- Володя - Виктор Зябкин

ОТЕЦ СЕМЕЙСТВА
- Федя - Людмила Глебова
- Степан Степанович Жилин, отец Феди - Иосиф Камышев
- Мать Феди - Ольга Маянова
- Гувернантка - Ирина Мреженова
- Марья Леонтьевна, гостья Жилиных - Наталья Сергеева

ЖИТЕЙСКАЯ МЕЛОЧЬ
- Алёша - Нина Катрасова
- Ольга Ивановна Ирнина, мать Алёши - Нина Камышева
- Николай Ильич Беляев, молодой человек - Анатолий Низовцев

ВОЛОДЯ
- Володя - Виктор Зябкин
- Марья Леонтьевна, мать Володи - Наталья Сергеева
- Отец Володи - Вадим Симонов
- Лидия Андреевна Шумихина, генеральша - Елена Лебедева
- Анна Федоровна (Нюта) - Татьяна Каратаева
- Гости Шумихиных - артисты театра

ДОМА
- Серёжа - Анна Попова, Галина Белова
- Евгений Петрович Быковский, отец Серёжи - Вадим Симонов
- Гувернантка - Ольга Маянова, Ирина Мреженова

ТЯЖЁЛЫЕ ЛЮДИ
- Петя - Сергей Белов
- Варя, сестра Пети - Татьяна Скворцова
- Евграф Иванович Ширяев, отец Пети - Альберт Гуревич
- Федосья Семёновна, мать Пети - Надежда Дворецкая

ОТЕЦ
- Боря – Анатолий Устинов
- Иван Герасимович Мусатов, отец Бори – Николай Седов, Александр Дедюхин
- Бабенция - Зинаида Румянцева
- Марья Леонтьевна, гостья Бабенции - Наталья Сергеева

Содержательность инсценировки Г. Егорова состоит, прежде всего, в его драматургической структуре, в самой композиции чеховского материала. В центре выбранных рассказов дети самых разных возрастов, от шести до шестнадцати лет, которых можно рассматривать и как взрослых, хотя эти «взрослые дети» в рассказах описаны Чеховым в ситуациях с родителями. Спектакль обращается одновременно и к тем и к другим – и ко вчерашним детям и к завтрашним родителям.Г. Холодова

## Краткое содержание
Эпиграф:
Дети святы и чисты. Даже у разбойников и крокодилов – они стоят в ангельском чине. Сами мы можем лезть в какую угодно яму, но их должны окутывать в атмосферу, приличную их чину. Нельзя делать их игрушкою своего настроения: то нежно лобызать, то бешено топать на них ногами. Лучше их совсем не любить, чем любить деспотической любовью.А. Чехов
ДЕЙСТВИЕ ПЕРВОЕ
«Детвора»

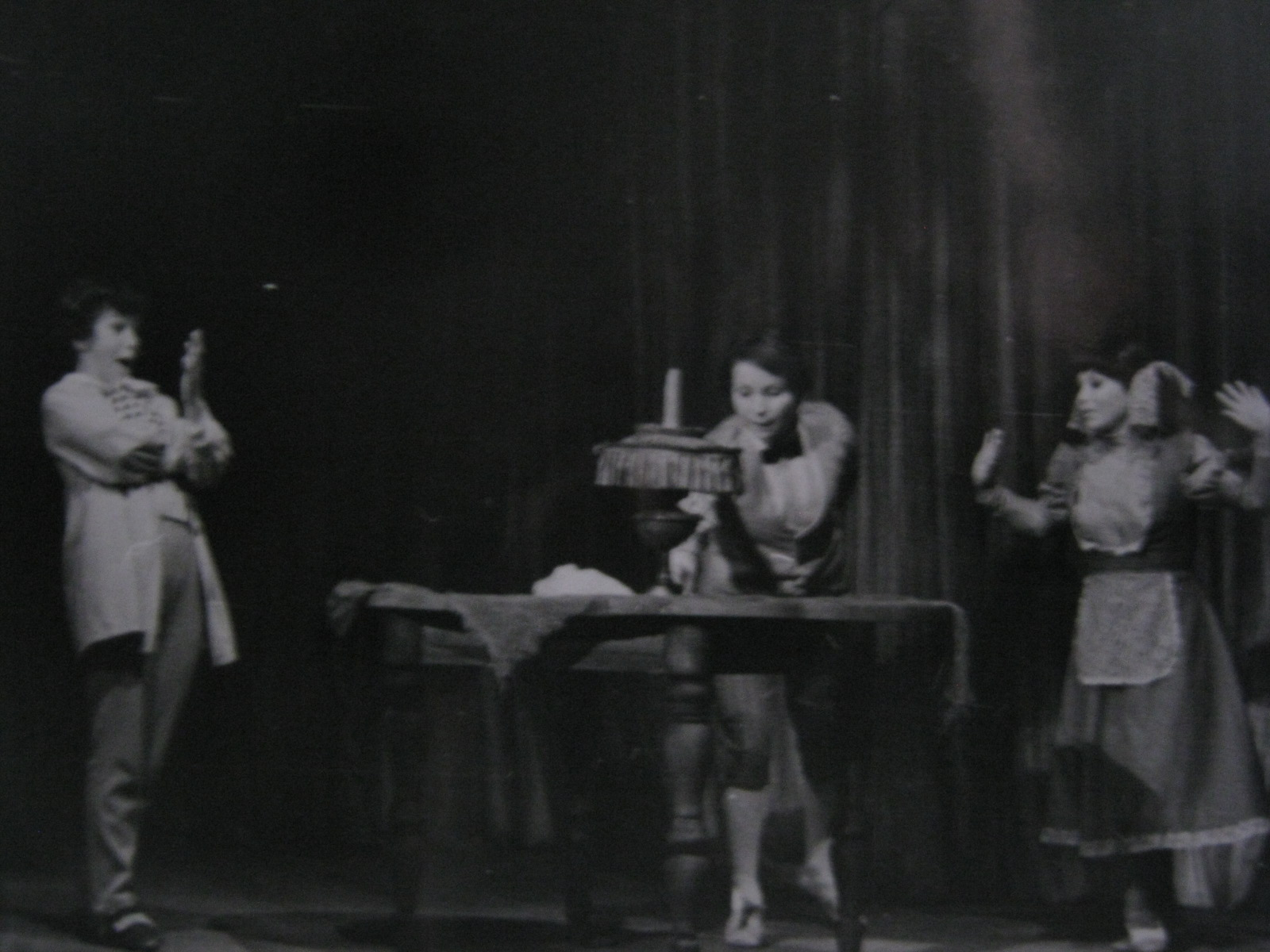
Рассказ «Детвора», Анна Попова в роли Серёжи, Нина Катрасова в роли Алёши, Татьяна Скворцова в роли Вари

В отсутствии взрослых дети проводят вечер дома. Они играют в азартную игру лото, договорившись между собой, что ставка будет копейка. Дети стараются копировать поведение взрослых, но периодически забывают об этом и начинают выяснять отношения, споря по-детски. В результате все засыпают на полу под игорным столом среди разбросанных карточек лото и копеек.
«Отец семейства»
Выпивоха и картёжник, Степан Степанович Жилин (И. Камышев), проиграв накануне большую сумму денег, встал утром в плохом настроении и стал искать причину учинить семейный скандал. Из взрослых никто не даёт ему повода устроить скандал. Тогда Степан Степанович публично начинает воспитывать малолетнего сына Федю (Л. Глебова). За завтраком, он потребовал от сына почитания и уважения, которого ему не хватало от присутствующих. Ведь он, - отец семейства, целыми днями работает, содержит семью. Не выдержав нравоучений, жена (О. Маянова), гостья (Н. Сергеева) и гувернантка (И. Мреженова) покидают столовую. Продолжая воспитывать Федю, Степан Степанович завершает свой завтрак и уже в хорошем расположении духа тоже уходит. За столом остаётся Федя. Его психологическая травма пройдёт не скоро.
«Житейская мелочь»
Николай Ильич Беляев (А. Низовцев), после очередных, бурно проведённых скачек, зашел к госпоже Ирниной Ольге Ивановне, с которой давно тянул длинный и скучный роман. Не застав её дома, Беляев прилёг на кушетку и принялся ждать. Заметив маленького мальчика, Беляев решает приласкать его и неожиданно узнаёт, что во время прогулок Алёша (Н. Катрасова) встречается с папой. Дав честное слово, что он не расскажет Ольге Ивановне об этих  встречах, Беляев узнаёт много интересных подробностей. Оказывается, папа Алёши продолжает жалеть Ольгу Ивановну и во всём винит Беляева. Дождавшись возвращения Ольги Ивановны (Н. Камышева), Беляев устраивает сцену оскорблённого любовника и требует немедленного прекращения тайных встреч Алёши с отцом. Ольга Ивановна уходит выяснять отношения с прислугой. Алёша, заикаясь и плача,  пытается узнать у Беляева, почему он нарушил честное слово и всё рассказал маме?!.
«Володя»

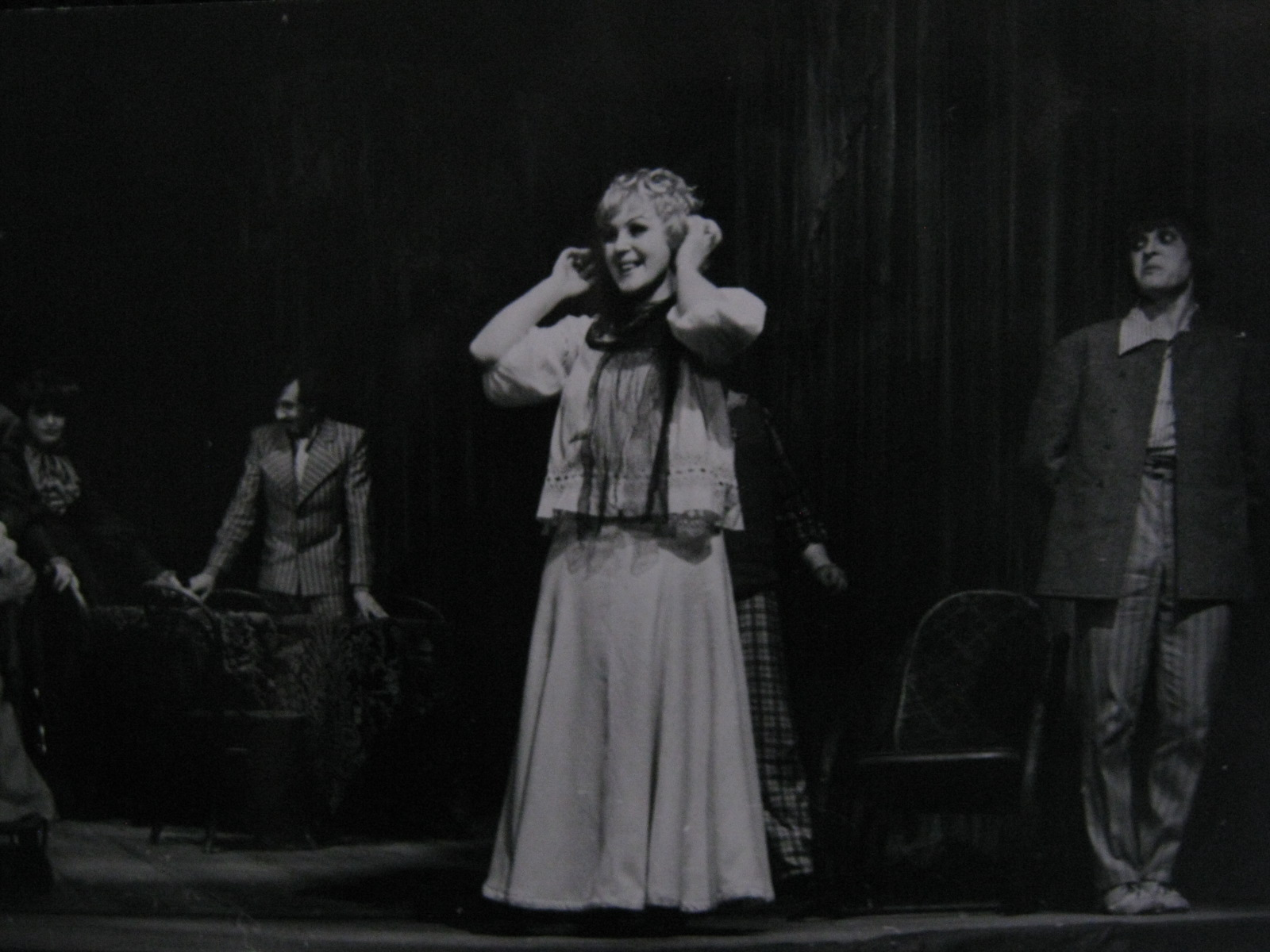
Рассказ «Володя», Татьяна Каратаева в роли Нюты, Виктор Зябкин в роли Володи

Володя (В. Зябкин), семнадцатилетний юноша, находясь на генеральской даче, следит за игрой господ в «поцелуи». Игру сочинили для того, чтобы отвлечь безногую барыню Шумихину (Е. Лебедева) от ужасных дум о предстоящей смерти. Володе кажется, что он влюблён в кузину Нюту, смешливую барыньку, лет тридцати. Господа придумали новую игру «жмурки».Жребий пал на Нюту, ей повязали глаза, и все разбежались. Нюта (Т. Каратаева), улучив момент, схватила и стала тискать Володю. Он неуклюже взял обеими руками её за талию. Без особого усилия Нюта освободила талию и, что-то напевая, вышла. Володя не мог найти себе места. Услышав господ, которые возвращались с Нютой, он спрятался. Нюта громко рассказывала, что Володя объяснился ей в любви и даже, представьте, взял за талию. Володина мать (Н. Сергеева) засмеялась. Из укрытия появился Володя: «Виноват. Маман, поезд отходит через сорок минут. Мне пора ехать. Завтра экзамен по математике».  Мать Володи засуетилась: «Поезжай, мой друг, а я останусь ночевать. Как он похож на Лермонтова!». По дороге на станцию Володя размышлял: «Досадно, что у меня не было достаточно смелости. Если бы случай повторился, то я был бы смелее и смотрел бы на вещи проще. Вернусь. Что будет, то будет».
В доме все удивились, когда Володя вернулся на дачу, но мадам Шумихина успокоила всех: «Полноте, Володя встанет пораньше, успеет и к поезду, и на экзамен». Скоро все легли спать. Через некоторое время за дверью юноши раздался шёпот Нюты: «Володя,  голубчик, поищите в шкафчике морфин. Наказание с этой Лили. Вечно у неё что-нибудь болит». Володя заволновался: «Сейчас, сейчас. Вот это, кажется, морфин. Извольте». Он неожиданно обнял Нюту: «Какая вы… Я вас люблю». Нюта остановила Володю: «Погодите, кажется, кто-то идёт. Нет, никого не видно». Затем Володе показалось, что комната, Нюта, рассвет и сам он – всё слилось в одно ощущение острого, необыкновенного небывалого счастья за которое можно отдать всю жизнь и пойти на вечную муку, но прошло полминуты, и всё это вдруг исчезло. «Однако, мне пора уходить», - сказала Нюта и ушла.Бой часов напомнил, что наступило утро. В комнату вбежала мать Володи: «Ты же проспал. Тебя исключат из гимназии». Володя взорвался: «Зачем вы пудритесь? Это не пристало в ваши годы! Вы наводите на себя красоту, не платите проигрыша, курите чужой табак, противно! Вы всё промотали. Мне не стыдно своей бедности, но стыдно, что у меня такая мать». Мать Володи стала оправдываться, но он остановил её: «Для чего вы рассказываете про генералов и баронесс? Всё это ложь! Ложь! Вы всё лжёте. Зачем?». Мать Володи, рыдая, вышла из комнаты. Оставшись один, Володя снял со стены ружьё и вложил дуло в рот. Что-то со страшною силой ударило его по затылку. Всё смешалось и исчезло.
ДЕЙСТВИЕ ВТОРОЕ
«Дома»

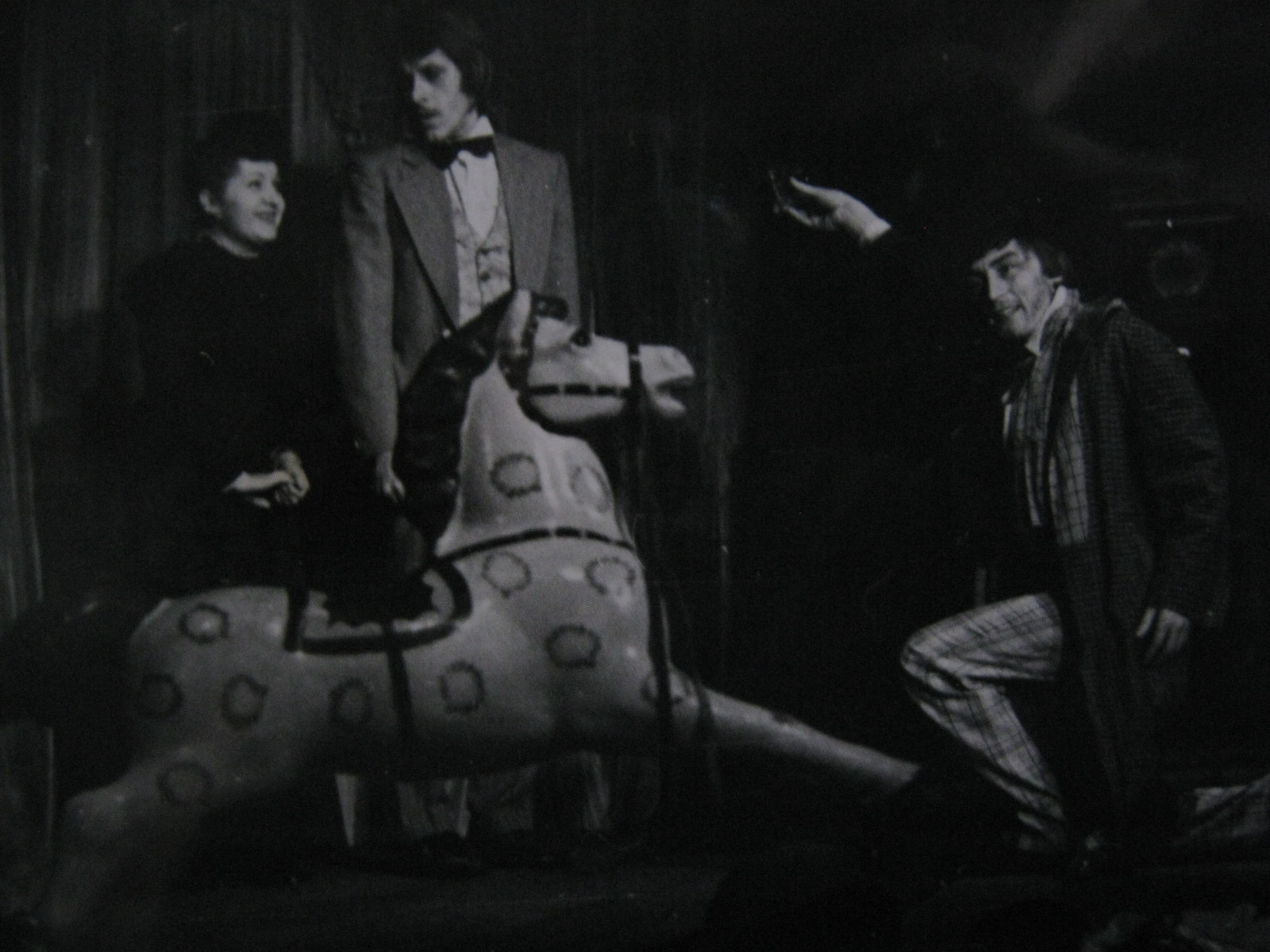
Рассказ «Отец», Зинаида Румянцева в роли Бабенции, Анатолий Устинов в роли Бори, Александр Дедюхин в роли Мусатова

Евгений Петрович Быковский (В. Симонов), прокурор окружного суда, вернулся домой из заседания и узнал от гувернантки (О. Маянова), что его семилетний сын Серёжа (Г. Белова) курит. При этом табак берёт у него на столе. Быковский попросил гувернантку пригласить Серёжу для разговора. Он стал объяснять сыну, что тот уличён сразу в трёх нехороших поступках: курение, использование чужого табака и нежелание признаться в содеянном. Три вины. Но Серёжа не слушал сурового тона Евгения Петровича и продолжал играть в свои игрушки. Внезапно Серёжа предложил отцу смело пользоваться его игрушками. Быковский понял, что сын не слышит его: «Ну, хорошо, иди спать». Серёжа попросил: «Папа, расскажи сказку». Быковский вздохнул и стал рассказывать сказку о престарелом царе, у которого был единственный сын и наследник – мальчик, такой же, как Серёжа. У него был единственный недостаток – он курил. От курения царевич заболел чахоткой и умер. Некому было защищать старого царя. Пришли неприятели, убили старика и разрушили дворец. Внезапно Серёжа заплакал: «Я больше не буду курить!» и убежал.
«Тяжёлые люди»

Ширяев Евграф Иванович (А. Гуревич), мелкий землевладелец из поповичей, долго мыл руки перед обедом, а его семья: жена Федосья Семёновна (Н. Дворецкая), старший сын Пётр (С. Белов) и дочь Варвара (Т. Скворцова) - сидели за столом и ждали. Помолившись, Ширяев сел за стол. Старший сын Пётр, переглянувшись с матерью, прокашлялся и стал объяснять, что уже начались лекции и ему надо ехать в Москву. На дорогу нужны деньги.Вероятно, по приезде он не скоро найдёт заработок, поэтому деньги нужны ещё и на квартиру, и на пропитание, а также на одежду и обувь. 

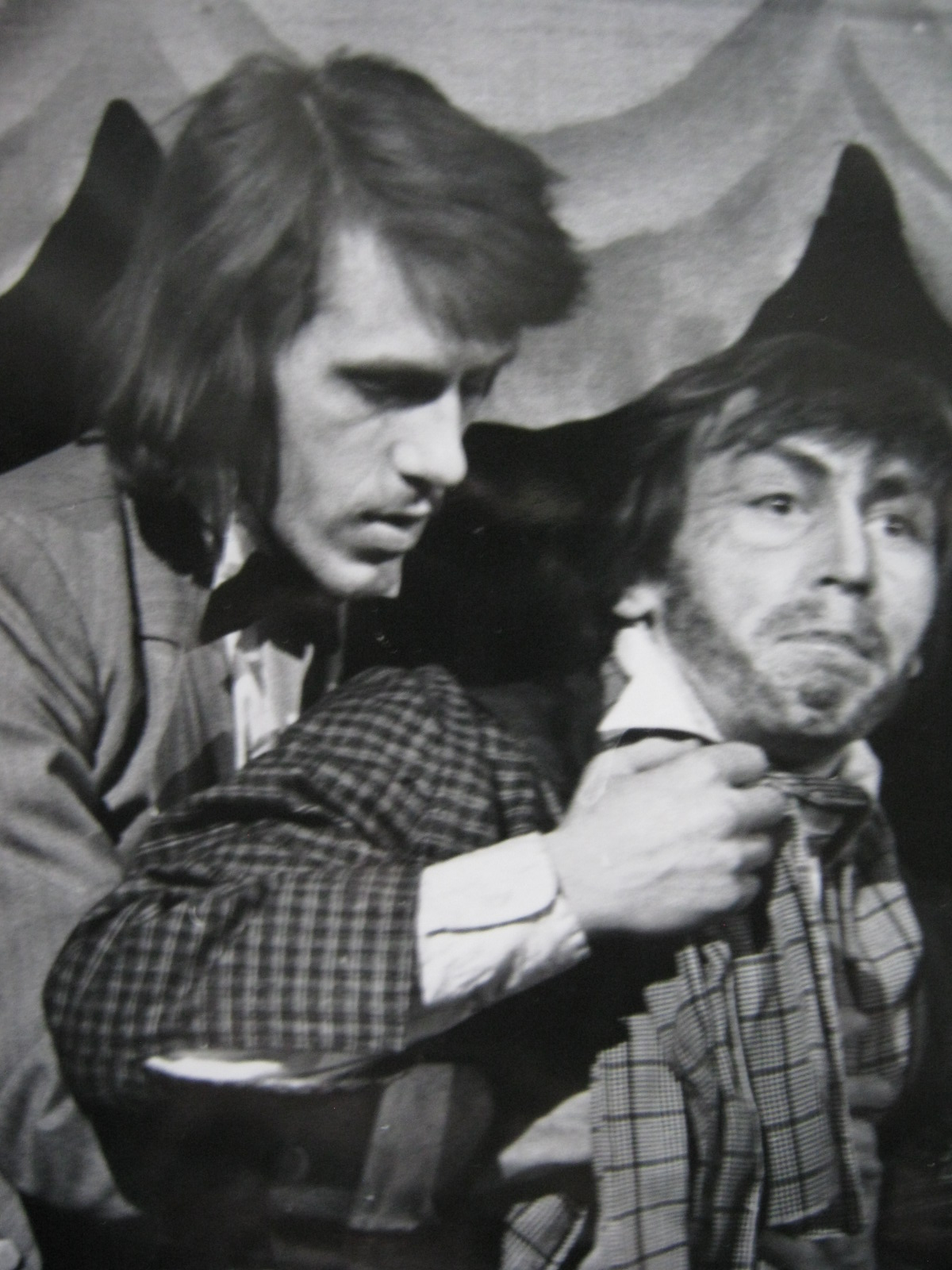
Рассказ «Отец», Анатолий Устинов в роли Бори, Александр Дедюхин в роли Мусатова

Внезапно Ширяев швырнул на стол бумажник и закричал: «Берите всё! Душите! Выжимайте последнее!». Пётр поднялся из-за стола: «Послушайте, папаша. Прежде я мог сносить подобные сцены, но теперь я отвык. Понимаете, отвык». От гнева у Ширяева выступили слёзы: «Молчать! Ты должен слушать, что я говорю! В твои годы я деньги зарабатывал, а ты, подлец, знаешь, сколько мне стоишь?» Пётр еле себя сдержал: «Вы хоть и отец, но никто, ни бог, ни природа не дали вам права так тяжко оскорблять, унижать, срывать на слабых своё дурное расположение». Ширяев завизжал: «Молчать! Молчать тебе говорю!». Пётр медленно стал собирать свои вещи: «Не любите слушать правду? Хорошо! Я не желаю более жить в этом доме! Не желаю с вами жить!» - он поднял свой чемоданчик и вышел.
«Отец»
Иван Герасимович Мусатов (А. Дедюхин) зашёл на квартиру к своему сыну Бореньке (А. Устинов), чтобы занять рублей десять до вторника. Сына он застал погружённым в изучение анатомического строения человека. Получив деньги, Мусатов достал свою бутылочку и выпил. «Вам меня Бог на подвиг послал. Терпите уж, детки, до конца. Чти отца своего и долголетен будешь». Боренька спохватился: «Я вас провожу. Мне самому сегодня в город нужно». Они доехали на извозчике до старого покосившегося дома и стали пробираться грязным двором к квартире отца. Мусатов принял в высшей степени сконфуженный вид: «Ну, вот и моя яма, Боренька. Ты думаешь, я опустился, жалок, а по сути, эта простая жизнь гораздо нормальнее твоей жизни, молодой человек. Терпеть не могу, если какой-нибудь мальчишка глядит на меня с сожалением. Прощайте. Атандэ!».
Спектакль челябинцев властно требует: остановитесь, оглянитесь вокруг, почему вы смирились с пошлостью, грубостью, грязью? Посмотрите на мир глазами ребёнка! У спектакля чёткая сегодняшняя сверхзадача вмешаться в нашу жизнь и препятствовать духовной сытости, самоуспокоенности.Г. Холодова

## Признание и награды
Оргкомитет по проведению Всероссийского смотра спектаклей драматических и детских театров РСФСР в ознаменование 120-летия со дня рождения А.П.Чехова ПОСТАНОВЛЯЕТ:
- наградить памятным дипломом Челябинский государственный театр юного зрителя за постановку спектакля «Житейские мелочи»,
- наградить памятным дипломом и денежной премией режиссёра Егорова Геннадия Семёновича за постановку спектакля «Житейские мелочи» в Челябинском театре юного зрителя,
- наградить памятным дипломом и денежной премией актёра Седова Николая Ивановича за исполнение роли Мусатова в спектакле Челябинского театра юного зрителя «Житейские мелочи»,
- наградить памятным дипломом актрису Белову Галину Михайловну за исполнение роли Серёжи в спектакле Челябинского театра юного зрителя «Житейские мелочи»,
- наградить памятным дипломом актёра Зябкина Виктора Николаевича за исполнение роли Володи в спектакле Челябинского театра юного зрителя «Житейские мелочи»,

- наградить памятным дипломом художника Перчихину Марину Константиновну за оформление спектакля Челябинского театра юного зрителя «Житейские мелочи».